# Bullen (Schiff)
HMS Bullen (K469) war eine Fregatte der Captain-Klasse der britischen Royal Navy, die im Zweiten Weltkrieg eingesetzt wurde. 
Als Geleitzerstörer der Buckley-Klasse mit der Rumpfnummer DE-78 für die United States Navy gebaut, kam das Schiff bei Fertigstellung zur Royal Navy. Am 6. Dezember wurde die Bullen vor der schottischen Küste durch ein deutsches U-Boot versenkt. Auf ihr starben 71 Mann.

## Geschichte der Fregatte
Der Kiel des Geleitzerstörers der Buckley-Klasse mit der Rumpfnummer DE-78 wurde am 17. Mai 1943 in der Werft Bethlehem Shipyard Inc. in Hingham (Massachusetts) gelegt. Es lief am 7. August 1943 vom Stapel, wurde aber nicht in die US Navy übernommen, sondern am 25. Oktober 1943 im Rahmen des Leih- und Pachtgesetzes der Royal Navy übergeben und dort als Bullen in Dienst gestellt.
Das neu als Fregatte der Captain-Klasse eingestufte Schiff war benannt nach Admiral Charles Bullen (1769–1853), der unter Horatio Nelson als Kommandant des 100-Kanonen-Linienschiffes Britannia an der Schlacht von Trafalgar (1805) teilnahm.

### Verlust des Schiffes
Unter dem Kommando von Lieutenant Commander A. H. Parish wurde die Bullen am 6. Dezember 1944 um 9:50 Uhr vor der schottischen Küste sieben Seemeilen nordöstlich von Cape Wrath durch das deutsche U-Boot U 775 torpediert und mittschiffs getroffen. Die Explosion zerriss die Fregatte in zwei Teile. Während das Bugteil sofort sank, ging das Heck erst zwei Stunden später unter. 97 der Überlebende konnten durch die Halbschwester Goodall und den Zerstörer Hesperus gerettet werden, 71 Besatzungsmitglieder, darunter der Kommandant, starben.

### Geschütztes Wrack
Das vordere Teil des Wracks mit den Brückenaufbauten liegt auf der Position 58° 41′ 9″ N, 4° 12′ 0″ W in 91 Metern Tiefe. Es wurde 2002 lokalisiert und von Tauchern erkundet. Der Rumpf ist stark zerstört und von einem großen Trümmerfeld umgeben. Das Wrack der Bullen ist seit 2006 durch den „Protection of Military Remains Act“ von 1986 als „Protected Place“ geschützt. Es darf zwar von außen durch Taucher betrachtet werden, das Eindringen oder das Sammeln von Souvenirs ist jedoch verboten.